# Jonathan Bond
Jonathan Henry Bond (ur. 19 maja 1993 w Hemel Hempstead) – angielski piłkarz występujący na pozycji bramkarza w zespole LA Galaxy w lidze MLS.